# Station Dębnica Wielkopolska
Station Dębnica Wielkopolska is een spoorwegstation in de Poolse plaats Dębnica.